# Портрет Джека Хантера
«Портрет Джека Р. Хантера» (англ. Portrait of Jack R. Hunter) — картина русского художника Николая Ивановича Фешина (1881—1955) из собрания Государственного Русского музея, на которой автор запечатлел служащего американской страховой компании и коллекционера Джека Р. Хантера. Портрет имеет особую ценность для музейной коллекции, поскольку представляет американский период творчества художника.

## История написания
Николай Фешин вместе с женой Александрой Николаевной и дочерью Ией прибыл в Нью-Йорк 1 августа 1923 года. «Портрет Джека Р. Хантера», датируемый 1923 годом — одна из самых первых работ, написанных художником после переезда в США.
Джек Р. Хантер работал служащим крупной страховой компании в Питтсбурге и увлекался коллекционированием живописи. К 1923 году Хантер был заочно знаком с Н. Фешиным уже свыше десяти лет. С 1910 года и вплоть до начала первой мировой войны Фешин был постоянным участником международных художественных выставок в Питтсбурге, которые ежегодно устраивал Институт Карнеги. К 1923 году в коллекции Дж. Хантера было несколько превосходных картин Н. Фешина, в том числе «Ия с дыней» (1923), «Ню» (1911, частная коллекция, США), Портрет П. Абрамычева (1912, частная коллекция, США), «Портрет А. Н. Белькович» (1913, музей Университета Оклахомы, США).
С 1921 года Джек Р. Хантер вместе с другим крупнейшим американским коллекционером работ Фешина Уильямом С. Стиммелом принимал самое деятельное участие в подготовке переезда Фешина в Америку. Именно Хантеру принадлежала главная роль в получении для семьи Фешина необходимых документов на въезд в США, для чего он обратился за помощью в этом вопросе к Стивену Дж. Портеру, председателю Комитета по иностранным делам. Эмиграционная квота для русских составляла тогда 5000 в год. К тому же США не признавали Советскую Россию, поэтому в советский паспорт Н. Фешина не могла быть проставлена американская виза. При содействии Хантера был организован выезд через Ригу, Фешина снабдили необходимыми рекомендательными письмами, адресованными разным американским консулам.
По просьбе У. Стиммела и Дж. Хантера, 1 августа 1923 года семью Фешина встречал в порту Нью-Йорка русский художник-эмигрант А. Н. Горсон, он же разместил Фешиных в отеле, а затем снял для них квартиру. Вскоре в Нью-Йорк приехал Дж. Хантер и состоялась их первая личная встреча с Фешиным. Фешин выразил желание написать портрет Хантера в благодарность за помощь, которую тот оказал в организации переезда семьи в Америку, что и было сделано. С 1923 года и до последнего времени «Портрет Джека Р. Хантера» хранился в семье коллекционера.
В 1958 году, уже на склоне лет Дж. Хантер, написал воспоминания о Фешине по просьбе дочери художника Ии Николаевны Фешиной-Брэнхэм.

## В Русском музее
В середине 2010-х «Портрет Джека Р. Хантера» оказался на художественном рынке и был выставлен на продажу одной из галерей в штате Нью-Мексико в США. В 2016 году портрет был приобретён покупательницей из России, некой госпожой Еленой Бухтиной, владеющей в Санкт-Петербурге галереей «Голубая гостиная», расположенной в здании Союза художников Петербурга на Большой Морской дом 38, и 31 августа 2016 г. официально ввезён ею в Россию.
В течение двух последующих дней по заказу Е. Бухтиной Русским музеем была проведена экспертиза картины, подтвердившая авторство Н. Фешина. А уже 3 сентября 2016 года в аэропорту Пулково гражданка Е. Бухтина была задержана сотрудниками таможни при попытке незаконного вывоза «Портрета Джека Р. Хантера» в Китай. Незадекларированная картина была спрятана Бухтиной в чемодан, разрешительных документов на вывоз картины у Бухтиной не оказалось, как и документов об уплате экспортной пошлины. По словам В. Краевского, старшего следователя по особо важным делам Управления ФСБ по Санкт-Петербургу и Ленинградской области, «сама схема преступления была довольно простой и банальной. Злоумышленник положил картину в свой чемодан и пошёл по „зелёному“ коридору, не оформив никаких документов».
Если поначалу Бухтина (известная также под псевдонимом Елена Лысак) пыталась отрицать свою вину и причастность к происшествию, то в дальнейшем признала вину в полном объёме, раскаялась и ходатайствовала о рассмотрении дела судом в особом порядке. В конце апреля 2017 года Московский районный суд Санкт-Петербурга по результатам расследования уголовного дела в отношении Бухтиной Е. В., обвиняемой в совершении преступления, предусмотренного ч.1.ст.226.1 УК РФ (незаконное перемещение через таможенную границу Российской Федерации культурных ценностей, в отношении которых установлены специальные правила перемещения), приговорил Бухтину к трём годам лишения свободы условно с испытательным сроком три года. На основании того же решения суда «Портрет Джека Р. Хантера» кисти Николая Фешина был обращён в доход государства.
24 октября 2017 года в Михайловском дворце состоялась торжественная церемония передачи «Портрета Джека Р. Хантера» Н. И. Фешина в собрание Государственного Русского музея. В настоящее время в коллекции музея находятся около десяти работ Н. Фешина, все русского периода его творчества, написанные до переезда в США. «Портрет Джека Хантера» стал в собрании музея первой работой американского периода творчества художника, что, по мнению Е. Петровой, заместителя директора по научной работе, имеет для Русского музея несомненную ценность.